# Deuterocopus honoratus
Deuterocopus honoratus là một loài bướm đêm thuộc họ Pterophoridae. Nó được tìm thấy ở Queensland.